# Anas Tahiri
Anas Tahiri (en arabe : أنس طاهيري), né le 15 mai 1995 à Bruxelles en Belgique, est un footballeur belgo-marocain qui joue au poste de milieu de terrain. Il possède la double nationalité marocaine et belge.

## Biographie
Natif de Bruxelles, Anas Tahiri grandit à Anderlecht de parents marocains. Il intègre très jeune l'académie du RSC Anderlecht.

### Formation au Lierse SK
Le 20 novembre 2013, il signe son premier contrat professionnel au SK Lierse, en même temps que Ahmed El Messaoudi, Faysel Kasmi et Mouad Tauil. Il joue son premier match professionnel le 16 mars 2014 en Jupiler Pro League face à La Gantoise. Il entre en jeu à la 87e minute à la place d'Ahmed El Messaoudi. Anas Tahiri est issu du même centre de formation que Ahmed El Messaoudi et Faysel Kasmi. Anas Tahiri inscrit son premier but professionnel le 7 mai 2014 contre le KAS Eupen. Lors de sa deuxième saison au Lierse SK, il ne dispute que six matchs. Le club est rétrogradé en deuxième division belge pour la saison 2015-2016. C'est lors de cette saison que Anas Tahiri devient un titulaire indiscutable et dispute 27 matchs de championnat, inscrivant deux buts. Dans les deux saisons qui suivent, il est contraint de jouer en deuxième division.

### RKC Waalwijk et la promotion en Eredivisie
Le 1er juillet 2018, il signe un contrat de quatre ans au RKC Waalwijk, club évoluant en deuxième division néerlandaise. Le joueur choisit le RKC Waalwijk afin d'exploser dans le club et mériter un top transfert,. Avec la confiance de l'entraîneur, le joueur s'impose rapidement dans le club dès sa première saison, jouant un nombre de 39 matchs en Eredivisie et Coupe des Pays-Bas. Son club est promu en Eredivisie lors de la saison 2019-2020.

## Statistiques
| Saison                | Club                  | Championnat             | Championnat | Championnat | Championnat | Coupe(s) nationale(s) | Coupe(s) nationale(s) | Coupe(s) nationale(s) | Compétition(s) continentale(s) | Compétition(s) continentale(s) | Compétition(s) continentale(s) | Compétition(s) continentale(s) | Play-offs | Play-offs | Play-offs | Total | Total | Total |
| Saison                | Club                  | Division                | M.          | B.          | P.d.        | M.                    | B.                    | P.d.                  | Comp.                          | M.                             | B.                             | P.d.                           | M.        | B.        | P.d.      | M.    | B.    | P.d.  |
| 2013-2014             | Lierse SK             | Jupiler Pro League      | 6           | 0           | 0           | -                     | -                     | -                     | -                              | -                              | -                              | -                              | -         | -         | -         | 6     | 0     | 0     |
| 2014-2015             | Lierse SK             | Jupiler Pro League      | 10          | 0           | 1           | 1                     | 0                     | 0                     | -                              | -                              | -                              | -                              | 4         | 1         | 0         | 15    | 1     | 1     |
| 2015-2016             | Lierse SK             | Proximus League         | 27          | 2           | 1           | -                     | -                     | -                     | -                              | -                              | -                              | -                              | -         | -         | -         | 27    | 2     | 1     |
| 2016-2017             | Lierse SK             | Proximus League         | 7           | 0           | 0           | 1                     | 0                     | 1                     | -                              | -                              | -                              | -                              | 6         | 2         | 0         | 14    | 2     | 1     |
| Sous-total            | Sous-total            | Sous-total              | 50          | 2           | 2           | 2                     | 0                     | 1                     | -                              | 0                              | 0                              | 0                              | 10        | 3         | 0         | 62    | 5     | 3     |
| 2018-2019             | RKC Waalwijk          | Keuken Kampioen Divisie | 31          | 2           | 3           | 2                     | 0                     | 0                     | -                              | -                              | -                              | -                              | 6         | 0         | 2         | 39    | 2     | 5     |
| 2019-2020             | RKC Waalwijk          | Eredivisie              | 23          | 3           | 1           | 1                     | 0                     | 0                     | -                              | -                              | -                              | -                              | -         | -         | -         | 24    | 3     | 1     |
| 2020-2021             | RKC Waalwijk          | Eredivisie              | 33          | 1           | 4           | 1                     | 0                     | 0                     | -                              | -                              | -                              | -                              | -         | -         | -         | 34    | 1     | 4     |
| Sous-total            | Sous-total            | Sous-total              | 87          | 6           | 8           | 4                     | 0                     | 0                     | -                              | 0                              | 0                              | 0                              | 6         | 0         | 2         | 97    | 6     | 10    |
| 2021-2022             | CFR Cluj              | Liga I                  | 4           | 1           | 1           | 1                     | 0                     | 0                     | C1                             | 2                              | 0                              | 0                              | -         | -         | -         | 7     | 1     | 1     |
| Sous-total            | Sous-total            | Sous-total              | 4           | 1           | 1           | 1                     | 0                     | 0                     | -                              | 2                              | 0                              | 0                              | 0         | 0         | 0         | 7     | 1     | 1     |
| 2021-2022             | SC Heerenveen         | Eredivisie              | 2           | 0           | 0           | 1                     | 0                     | 0                     | -                              | -                              | -                              | -                              | -         | -         | -         | 3     | 0     | 0     |
| Sous-total            | Sous-total            | Sous-total              | 2           | 0           | 0           | 1                     | 0                     | 0                     | -                              | 0                              | 0                              | 0                              | 0         | 0         | 0         | 3     | 0     | 0     |
| Total sur la carrière | Total sur la carrière | Total sur la carrière   | 143         | 9           | 11          | 8                     | 0                     | 1                     | -                              | 2                              | 0                              | 0                              | 16        | 3         | 2         | 169   | 12    | 14    |

## Palmarès
CFR Cluj
- Finaliste de la  Supercoupe de Roumanie en 2021